# Störy
Störy ist ein Ortsteil der Stadt Bockenem in Niedersachsen. Das Dorf hatte am 1. Oktober 2011 230 Einwohner. Es liegt 2,5 km entfernt westlich von Bockenem und fünf Kilometer entfernt von der östlich verlaufenden A 7.

## Geschichte
Am 1. März 1974 wurde Störy in die Stadt Bockenem eingegliedert.

## Politik
Aufgrund seiner geringen Einwohnerzahl wird Störy nicht von einem Ortsrat, sondern von einem Ortsvorsteher vertreten. Bis zum September hat dieses Amt Melina Burgdorf innegehabt. Mit dem 1. Oktober 2023 gab es hier eine Zeitenwende und das erste Mal in der Geschichte gibt es zwei Personen, die diese Funktion ausführen. Hierfür sind zwei engagierte Bürger vom Stadtrat Bockenem ernannt worden. Fabian Rood als Ortsvorsteher und Sven Rabsch als sein Stellvertreter werden von nun an Ansprechpartner für die Bewohner aus Störy sein.

### Wappen
| Wappen von Störy | Blasonierung: „In Rot ein goldenes Quadrat belegt mit gekreuzten schwarzen Hämmern.“ |
| Wappen von Störy | Wappenbegründung: Die Dorfversammlungsstätte in Störy war der „Thie“. Dort hing an dem herausragenden Balken eines Hauses ein rechteckiges Holzbrett. Wenn eine Versammlung stattfinden sollte, erfolgte durch den Bauermeister die Einladung, indem er mit zwei Holzhämmern mehrmals kräftig gegen das Brett schlug. Volkstümlich hieß eine solche Einrichtung Hillebille. Diesen Gebrauch hat man bei der Gestaltung des Gemeindewappens festgehalten. |

## Kirche
- Heilig-Geist-Kirche[5]

## Museen
In Störy befand sich das weltweit größte Kleinwagenmuseum, das im Jahr 2004 geschlossen und nach Jahren vergeblicher Bemühungen seitens der Betreiberfamilie 2012 endgültig aufgegeben wurde. Teile der Fahrzeugsammlung bleiben im Rahmen von Dauer- und Wechselausstellungen des Einbecker Erlebnis- und Ausstellungsparks PS-Speicher erhalten.
Das Hanomag-Museum ist vorübergehend geschlossen.

## Windkraft
Im Zuge des Windkraft-Ausbaus im Land Niedersachsen kommt dem Ambergau eine zentrale Rolle zu, um das Ausbauziel des Landkreises Hildesheim zu erreichen. Störy und sein Nachbarort Hary werden mit einem Windpark von ca. 11 Windkraftanlagen, ortsnah entlang der Harplage, maßgeblich zum Ausbau-Ziel beitragen müssen. Dazu hat sich eine Bürgerinitiative gegründet und eine Petition findet sich in Zeichnung.